# Rhabdoblatta excelsa
Rhabdoblatta excelsa är en kackerlacksart som först beskrevs av Longinos Navás 1904. 
Rhabdoblatta excelsa ingår i släktet Rhabdoblatta och familjen jättekackerlackor. Inga underarter finns listade i Catalogue of Life.